# 加藤正義 (角田市長)
加藤 正義（かとう まさき、1900年6月1日 - 1996年1月1日）は、日本の政治家、教育者。宮城県角田市長（初代・2代・3代）。元宮城県議会議員（1期）。元角田町長。角田市名誉市民。

## 経歴
1900年（明治33年）に現在の角田市内で生まれ、1918年（大正7年）3月、角田中学校を卒業し、1919年（大正8年）宮城師範学校本科第2部を卒業。角田小学校などの校長を務めた。
戦後1947年（昭和22年）の宮城県議会議員選挙に当選し、県議会議員となった。
1954年（昭和29年）10月の新設合併により拡大した角田町の町長選挙が11月に行われ出馬し、当選。初代町長に町長に就任した。
1958年（昭和33年）10月1日、市制施行により角田市が誕生。初代市長となった。
1958年（昭和36年）11月に再選。1962年（昭和37年）11月の選挙では無投票で3選した。
市制施行および新庁舎（現在の市庁舎）の建設、丸森線（現阿武隈急行線）の開通に尽力した。丸森線は在任中の1964年（昭和39年）に着工し、退任後の1968年（昭和43年）に市内初の駅、角田駅とともに開業した。
1996年（平成8年）1月1日、肺感染症により死去。享年95歳。